# Cedi
Cedi (udtales 'sidi') er valutaen i Ghana. 
1 cedi deles i 100 pesewa, men mindste gangbare mønt er 20 cedi. 
Valutaen har været udsat for stærk inflation; i 1983 var kursen 1 US$ = 90 cedi, i 1993 1 US$ = 720 cedi og i 2003 1 US$ = 8500-8800 cedi. 
Indtil 1991 var den største valør 500 cedi, men det år blev 1000 cedi-sedler indført, og derefter også 2000 og 5000 cedi-sedler. I 2001 indførte man også valørerne 10.000 og 20.000.
ISO 4217-koden er GHC.
1/7-2007 blev overskydende nuller klippet af, og New Cedi stod i perioden herefter ca. 1:1 til US$